# Pont de la baie de Hangzhou
 (juin 2024).
Le pont de la baie de Hangzhou ou de son nom complet « Grand pont trans-océanique de la Baie de Hangzhou » (chinois : 杭州湾跨海大桥 ; pinyin : Hángzhōu wān kuàhǎi dàqiáo), est un viaduc routier à haubans qui traverse la baie de Hangzhou, en Chine. Ouvert à la circulation en 2008, il fait 35,673 km de long et relie Shanghai et Ningbo, les deux plus grandes zones portuaires de Chine et permet de réduire le trajet entre les deux villes de près de 120 km.
Le coût estimé de sa construction s'élève à 1,12 milliard d'euros.
Il était le plus long pont maritime au monde jusqu'en décembre 2010, le pont Haiwan, en Chine, également appelé pont de la baie de Qingdao, l'ayant dépassé d'un peu plus de six kilomètres à cette date.

## Histoire
La construction du pont a été sujette à de nombreuses études de faisabilité sur plus d'une décennie avant que les plans finaux ne soient approuvés en 2003. Un plan précédent plaçait le pont plus à l'est, plus proche de l'embouchure de la baie pour une distance plus courte à traverser. Celui-ci a été rejeté par le gouvernement de Shanghai, préférant le pont de Donghai, un pont plus long mais relié au port off-shore de Yangshan dont le gouvernement voulait faire le port dominant de la côte Est de la Chine.
La construction débuta en novembre 2003 et les deux parties nord et sud furent reliées le 14 juin 2007. La cérémonie d'ouverture se tint le 26 juin 2007 avec d'importants médias publicitaires, bien qu'après la cérémonie le pont fut seulement utilisé pour des raisons d'évaluation et de tests ; il fut ouvert au public presque un an plus tard, le 1er mai 2008.

## Situation géographique
L'ouvrage intègre la G15 Shenhai Expressway qui longe toute la côte est de la Chine, depuis Shenyang dans la province du Liaoning jusqu'à Haikou dans le Hainan.

## Caractéristiques techniques
Le pont de la baie de Hangzhou mesure 36 km de long, ce qui en fait le plus long pont maritime au monde, mais il n'a pas la plus longue travée cablo-suspendue. Il compte deux fois trois voies routières de 3,75 m, chacune limitée à 100 km/h.
Le pont principal nord est un pont à haubans à deux pylônes qui possède les caractéristiques suivantes :
- Portée principale : 448 m
- Longueur totale : 908 m
- Hauteur libre : 62 m

Le second pont principal situé près de l'aire de service est également un pont à haubans mais à un pylône en A :
- Portée principale : 318 m
- Longueur totale : 578 m

Ces deux grands ouvrages sont composés de tabliers en caissons métalliques.

## Aire de service
Une aire de service de 10 000 m2 a été construite au milieu de l'ouvrage, et sert d'aire de repos aux automobilistes. On peut également y trouver un restaurant, une station-service, un hôtel, une salle de conférences et une tour d'observation pour les touristes. Cette aire est basée sur une île artificielle construite sur piles afin de ne pas entraver le courant marin dans la baie.
Ce centre de service fut gravement endommagé par un incendie le 23 mars 2010.

## Galerie

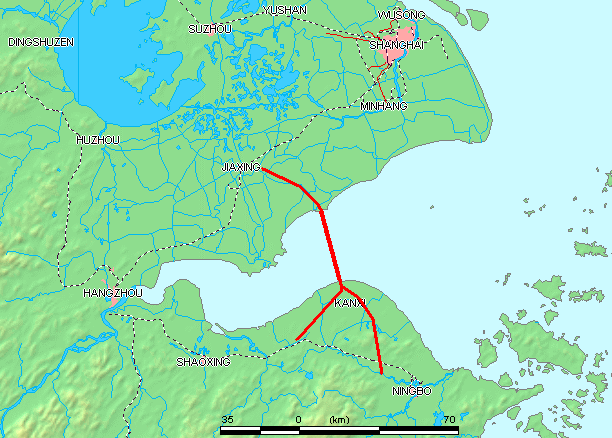
Carte de la baie de Hangzhou
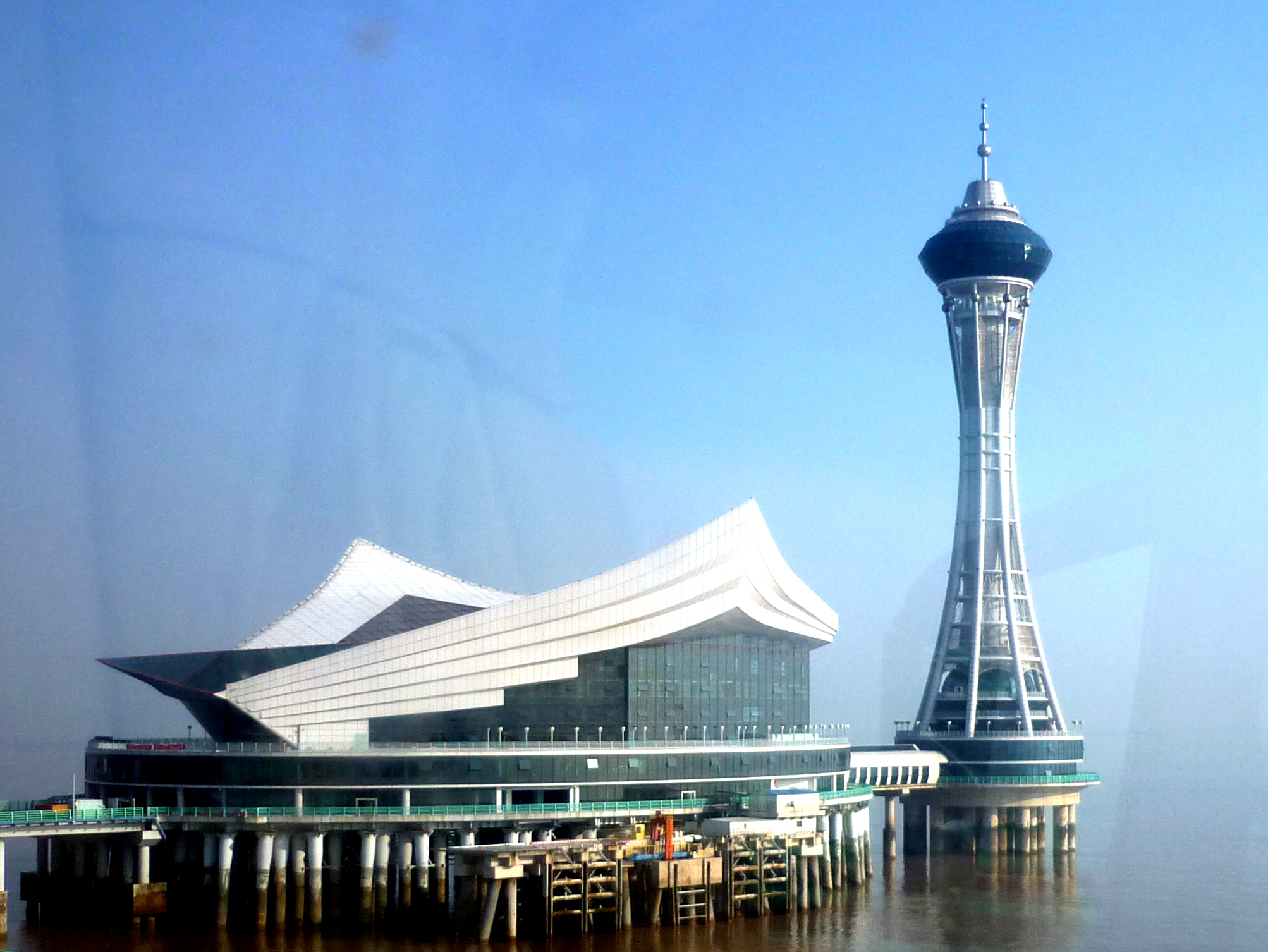
Aire de service
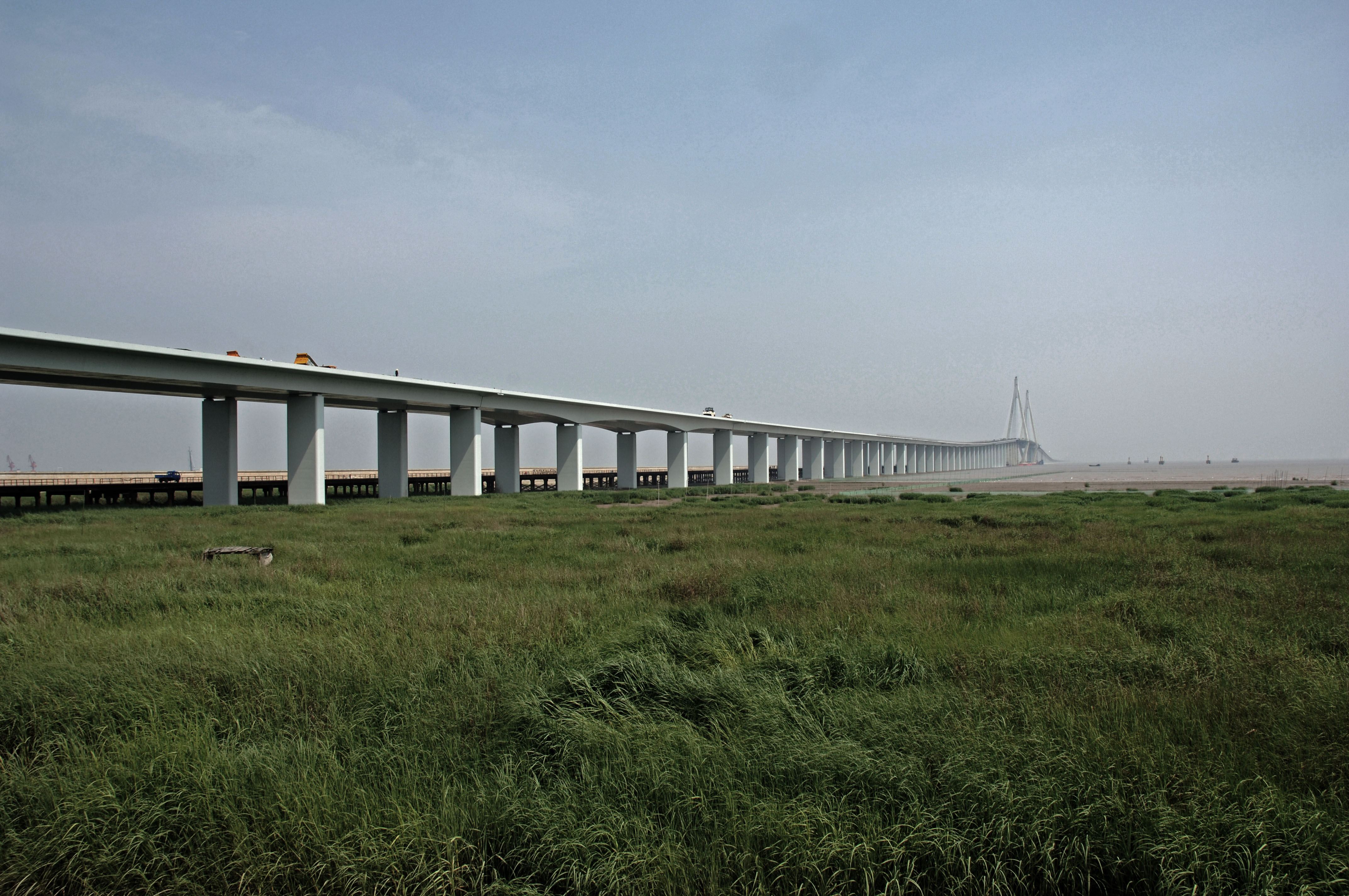
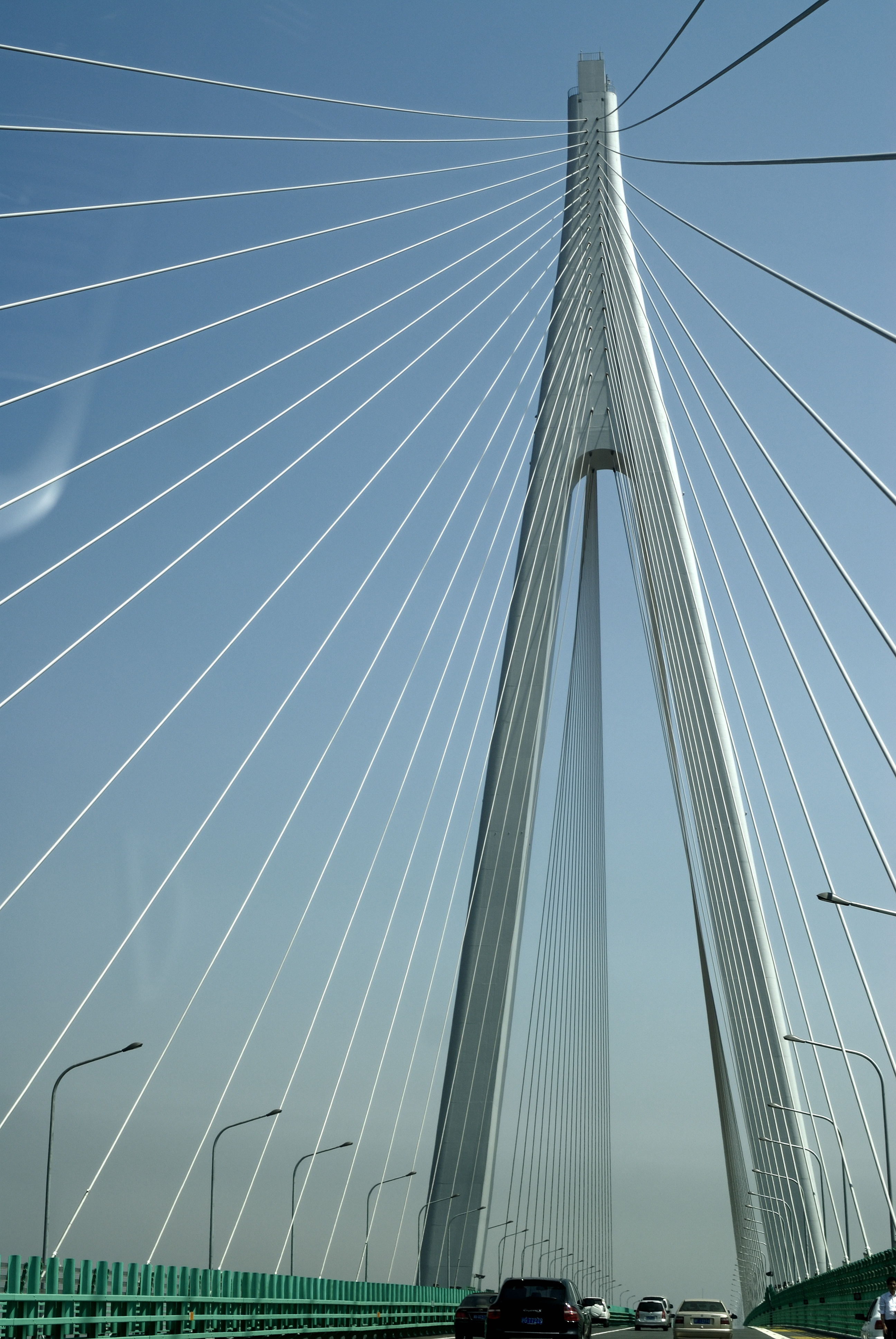